# 海法马卡比足球俱乐部
海法馬卡比足球俱樂部（希伯來語：מועדון הכדורגל מכבי חיפה）是以色列实力最强的足球會之一。成立於1913年，曾奪得 14 屆聯賽冠軍、5 次國家盃冠軍及 3 次圖圖盃，是國內最成功的球隊之一，更是首隊晉級歐聯分組賽階段的以色列球隊。

## 球會歷史

### 暗淡初年
海法马卡比在1913年在以色列海港城市海法成立，初期只是一支小規模的球隊，大部分歲月在當時頂級的國家聯賽（Liga Leumit）或更低的組別中掙扎。
海法马卡比被同市的海法夏普尔（Hapoel Haifa）光芒完全遮蓋，夏普尔是海法最火熱的球隊，更是當時的市長Abba Hushi最擁護的球隊。但在海法马卡比的早年時期已採用技術及短傳為主，較為冒險的進攻型打法。1942年海法马卡比晉級以色列國家盃的決賽，但被特拉维夫比达（Beitar Tel Aviv）大炒12-1，是為球隊歷史上最大的敗仗。海法马卡比在1962年的國家盃決賽5-2擊敗特拉维夫马卡比（Maccabi Tel Aviv），取得直到80年代前唯一的錦標。翌年（1963年）海法马卡比再度晉級國家盃決賽，但以0-1負於同市球隊海法夏普尔。

### 八十年代
海法马卡比直到1980年代才成為以色列聯賽冠軍一份子，在主教練什洛莫·沙尔夫（Shlomo Sharf）及領隊（Yochanan Vollach，其後任職「以星综合航运」並被派到香港，業餘加盟港會再任球員）帶領下於1983/84年球季首奪聯賽冠軍，最後一輪比賽耶路撒冷比达（Beitar Jerusalem）只要戰勝或賽和特拉维夫夏普尔（Hapoel Tel Aviv）即可首次奪標，但不幸以0-1落敗，將冠軍雙手奉送給次席的海法马卡比。奪冠完全在綠軍意料之外，由於當時球隊採用全攻型打法，常因防守失誤而吃敗仗，沙尔夫起用3名攻擊球員，包括Moshe Selekter、Zahi Armeli及（Ronny Rosenthal），而中後場則以英年早逝的門將Avi Ran為重心。翌年海法马卡比成功衛冕聯賽冠軍。1985/86年球季聯賽再次鬥到最後一輪比賽，領頭的海法马卡比與次席的特拉维夫夏普尔（Hapoel Tel Aviv）決戰，因對方一個有越位之嫌的入球以0-1落敗，失去三連冠的機會。
1988年海法马卡比以10-0大勝特拉维夫马卡比（Maccabi Tel Aviv）造出歷來最大勝仗紀錄。1988/89年球季在Amazzia Levkovic領導下再次獲得聯賽冠軍。

### 九十年代
在1990年代海法马卡比在以色列足球壇建立起支配精英的地位。首先在1990/01年球季奪得聯賽及國家盃雙料冠軍，且新秀輩出，3名年青球員包括艾亚尔·贝尔科维奇（Eyal Berkovic）、Reuven Atar及塔尔·巴宁（Tal Banin）相繼崛起。
1992年雅各·沙哈尔（Ya'akov Shahar）收購海法马卡比，成為球隊班主兼會長，海法马卡比獲得穩健的財務保證及採用歐洲球隊的管理模式。
在奪得1993年的國家盃後，海法马卡比獲得1993/94年欧洲优胜者杯參賽資格，在資格賽兩場累計7-1大勝盧森堡的杜迪蘭治（F91 Dudelange）晉級第一圈，先作客負0-1，再在主場3-1累計3-2淘汰莫斯科鱼雷，在16強兩場累計1-1，加時後仍然平手，十二碼1-3負於被淘汰。同季在本土聯賽（當時稱為「國家聯賽」）全季48場保持不敗，奪得聯賽冠軍。
1996年比高域斯及哈伊姆.雷维沃（Haim Revivo）離隊闖入歐洲球壇，海法马卡比的成績開始下滑，歷年來領隊執教多季的傳統不復見，在短短4年間不斷更換領隊，因此而失落聯賽錦標，只奪得1998年的國家盃。
1999年在捷克籍領隊Dušan Uhrin調教下，海法马卡比再次在歐洲盃賽冠軍盃揚威，在資格賽累計兩回合3-1淘汰北愛爾蘭格倫杜蘭（Glentoran），第一圈作客1-1，主場3-2累計4-3擊敗，第二圈兩場累計5-3淘汰奧地利列特（SV Ried），在8強才被莫斯科火車頭兩場累計4-0淘汰。季中海法马卡比的優秀前鋒Alon Mizrahi離隊加盟，直接影響到球隊在歐洲盃賽冠軍盃8強及以後的聯賽表現。海法马卡比的奪標紀錄一直衰落，直到阿夫拉姆·格兰特（Avraham Grant）上任才告一段落。

### 千禧年代
前特拉維夫馬卡比教練格蘭於2000年接任海法马卡比領隊一職，在格蘭領導下，海法马卡比回復主攻的打法，加上出色的表現，海法马卡比結束「七年之癢」，再獲聯賽冠軍。但當球迷擁入球場草坪慶祝奪標時，一名年青球迷被撞向圍欄，一直昏迷至今仍然未甦醒。翌年海法马卡比倚靠3名外援球員－克罗地亚的吉奥瓦尼·罗索（Giovanni Rosso）、立陶宛的莱蒙塔斯·苏达奥达斯（Raimondas Žutautas）及年青的奈及利亞前鋒－順利衛冕聯賽冠軍。在第二次奪冠後，格蘭離開海法马卡比出任以色列國家隊領隊，由以色列U-21領隊Itzhak Shum取代。
2002年海法马卡比成為首支以色列球隊闖入歐聯分組賽圈，在資格賽分別擊敗白俄羅斯的比拉羅斯（Belshyna Babruisk）及奧地利的格拉茨（Sturm Graz），分組賽被編入F組，與、及奥林匹亚克斯同組，因保安關係，海法马卡比的主場比賽全部安排在塞浦路斯尼科西亚的GSP體育場（GSP Stadium）舉行，戰勝奧林比亞高斯及以大部分副選上陣的曼聯，以2勝1和3負的成績取得小組第三名，轉戰欧洲联盟杯，但被洛達兩場累計5-3淘汰出局。
2003/04年在年青的前隊員罗尼·列维（Ronny Levy）領導下再次奪得聯賽冠軍，花費鉅大的陣容對比整體削弱的其他球隊，球迷及媒體期望海法马卡比在每場比賽取得大量入球，但海法马卡比卻失去其傳統的進攻打法，表現令人失望。同季海法马卡比的青年隊（16-18歲）贏得本土冠軍，而奪得「霍士兒童世界盃」（Fox Kids World Cup）由12歲兒童組成的以色列隊更全部來自海法马卡比。
在多月來有關領隊列维的合約仍然遲疑未決，最終獲得續約，列维以成績回報球隊的信任，在2005/06年帶領球隊在開季11輪比賽全勝，由於一早遙遙領放，海法马卡比順利衛冕，聯賽冠軍三連冠。雖然本土比賽戰績彪炳，但在歐聯資格賽卻碰上瑞典勁旅，兩回合皆未能確保領先的優勢，累計4-5被淘汰。
2006/07年球季歐聯資格賽更被抽到與利物浦對壘，首回合作客1-2僅負兼取得作客入球，次回合由於以黎衝突，海法马卡比被迫移師到烏克蘭基輔的洛巴諾夫斯基戴拿模球場（Lobanovsky Dynamo Stadium），雙方1-1平手而被淘汰。轉戰歐洲足協盃的海法马卡比第一圈兩回合累計4-2淘汰保加利亞的列迪斯洛維治（Litex Lovech）晉級分組賽，被編A組與、歐賽爾及同組，小組2勝1和1負排第2位出線32強淘汰圈，兩場累計1-0僅勝莫斯科中央陆军晉級16強，首回合0-0，次回合作客終被4-0擊敗出局。當季聯賽只能取得第5位，是近年來最差的成績。

## 贊助商號
球隊主席雅各·沙哈尔（Ya'akov Shahar）屬下的「梅耶尔汽车公司」（Mayer's Cars and Trucks Ltd.）是海法马卡比的主要贊助商號，由於梅耶尔是「富豪」（Volvo）及「本田」（Honda）在以色列的進口代理商，所以過往數年海法马卡比球衣胸口都是印上「富豪」或「本田」的標誌。
過往3年海法马卡比的球衣由「彪馬」（Puma）贊助，於2007/08年轉投意大利的「樂途」（Lotto），簽約兩年。

## 支持球迷
海法马卡比大部分的支持球迷來自海法周邊的地區，尤以海法及鄰近拿撒勒及沙法拉姆（Shfaram）地區的以色列阿拉伯社區為最。2002年組成首個自稱為「綠色猩猩」（Green Apes）的球迷會，其名稱源於1980年代特拉维夫马卡比的球迷取笑海法马卡比的球迷為「猴子」。

## 主場球場

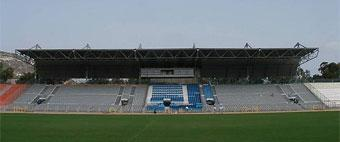
海法市立運動場

海法马卡比原本在「托马斯·达历山德罗运动场」（Thomas D'Alesandro Stadium，俗稱Kiryat Haim）作賽，這個球場亦是同市宿敵海法夏普尔（Hapoel Haifa）的主場球場。
1955年「義大利工人聯盟」（Italian Labour Union）在市中心興建一個足球場作為獻給海法市的禮物，球場命名「海法市立運動場」（Haifa Municipal Stadium，俗稱Kiryat Eliezer），成為海法兩支主要球隊的新主場球場。1955年9月24日舉行首場比賽，由海法兩支球隊對壘，海法马卡比以4-1擊敗海法夏普尔。
球場可以容納14,002名觀眾，設有一個記分牌，但沒有現場重播屏幕，球場只有A段有頂蓋及廣播系統，是以色列唯一採用電子閘口的球場以控制黃牛及杜絕假票。每當球場滿座時，鄰近居民會賣票讓球迷在其屋頂觀看重要球賽。

### 新球場
由於海法马卡比近年在歐洲比賽的出色表現，海法市政局在海法市南部興建一個名為「海法運動場」（Haifa Stadium）的30,000座多用途運動場，於2009年落成啟用，這座球場除了是海法马卡比的主場館亦成為海法工人及以色列國家足球隊的主場館。

## 榮譽
- 舊以色列國家聯賽／以色列超級聯賽[1]冠軍：15
  - 1983–84, 1984–85, 1988–89, 1990–91, 1993–94, 2000–01, 2001–02, 2003–04, 2004–05, 2005–06, 2008–09, 2010–11, 2020–21, 2021–22, 2022–23
- 舊以色列A級聯賽／以色列全國聯賽[2]冠軍：4
  - 1944-45年、1946-47年、1965-66年、1974-75年。
- 以色列國家盃冠軍：6
  - 1962年、1991年、1993年、1995年、1998年、2016年。
- 圖圖盃冠軍：4
  - 1994年、2002年、2006年、2008年。
- 冠軍盃冠軍：3
  - 1962年、1985年、1989年。
- 住棚節盃（Sukkot Cup）冠軍：1
  - 1958年。
- 利利安盃（Lilian Cup）冠軍：1
  - 1984年。

### 青年軍
- 牛奶盃（Milk Cup）冠軍：1
  - 2004年。（決賽5-1擊敗青年軍）

## 球員
更新日期: 2021年2月11日
| 號碼 |          | 位置 | 球員                    |
| ---- | -------- | ---- | ----------------------- |
| 5    | 塞尔维亚 | 后卫 | Bogdan Planić           |
| 6    | 以色列   | 中场 | Neta Lavi（隊長）       |
| 7    | 荷兰     | 前锋 | Yanic Wildschut         |
| 8    | 以色列   | 中场 | Dolev Haziza            |
| 9    | 以色列   | 中场 | Omer Atzili             |
| 10   | 蘇利南   | 中场 | Tjaronn Chery（副隊長） |
| 11   | 加纳     | 前锋 | Godsway Donyoh          |
| 12   | 以色列   | 后卫 | Sun Menahem             |
| 13   | 澳大利亚 | 前锋 | Nikita Rukavytsya       |
| 14   | 西班牙   | 中场 | José Rodriguez          |
| 15   | 以色列   | 后卫 | Ofri Arad               |
| 16   | 以色列   | 中场 | Mohammad Abu Fani       |
| 17   | 以色列   | 后卫 | Taleb Tawatha           |

| 號碼 |        | 位置 | 球員            |
| ---- | ------ | ---- | --------------- |
| 18   | 以色列 | 中场 | Yuval Ashkenazi |
| 19   | 以色列 | 前锋 | Stav Nahmani    |
| 21   | 以色列 | 后卫 | Ayid Habshi     |
| 22   | 以色列 | 前锋 | Mohammed Awaed  |
| 25   | 以色列 | 中场 | Raz Meir        |
| 26   | 喀麦隆 | 后卫 | Ernest Mabouka  |
| 32   | 以色列 | 中场 | Nehorai Ifrach  |
| 33   | 以色列 | 中场 | Maor Levy       |
| 35   | 以色列 | 后卫 | Roni Laufer     |
| 44   | 美国   | 门将 | Josh Cohen      |
| 52   | 以色列 | 门将 | Omri Glazer     |
| 55   | 以色列 | 后卫 | Rami Gershon    |
| 77   | 以色列 | 门将 | Roee Fuchs      |

## 註腳
1. ↑  在1999年以前以色列足球的頂級聯賽是「國家聯賽」（Liga Leumit），以後則為「超級聯賽」（Ligat ha'Al）。
2. ↑  直到1975年以色列足球的次級聯賽是「A級聯賽」（Liga Alef）；其後是「全國聯賽」（Liga Artzit），而現在是「國家聯賽」（Liga Leumit）。

## 外部連結
- Official website
- Maccabi Haifa Online （页面存档备份，存于）
- The Green Area
- Macabil
- Green Apes